# Achim Behrens

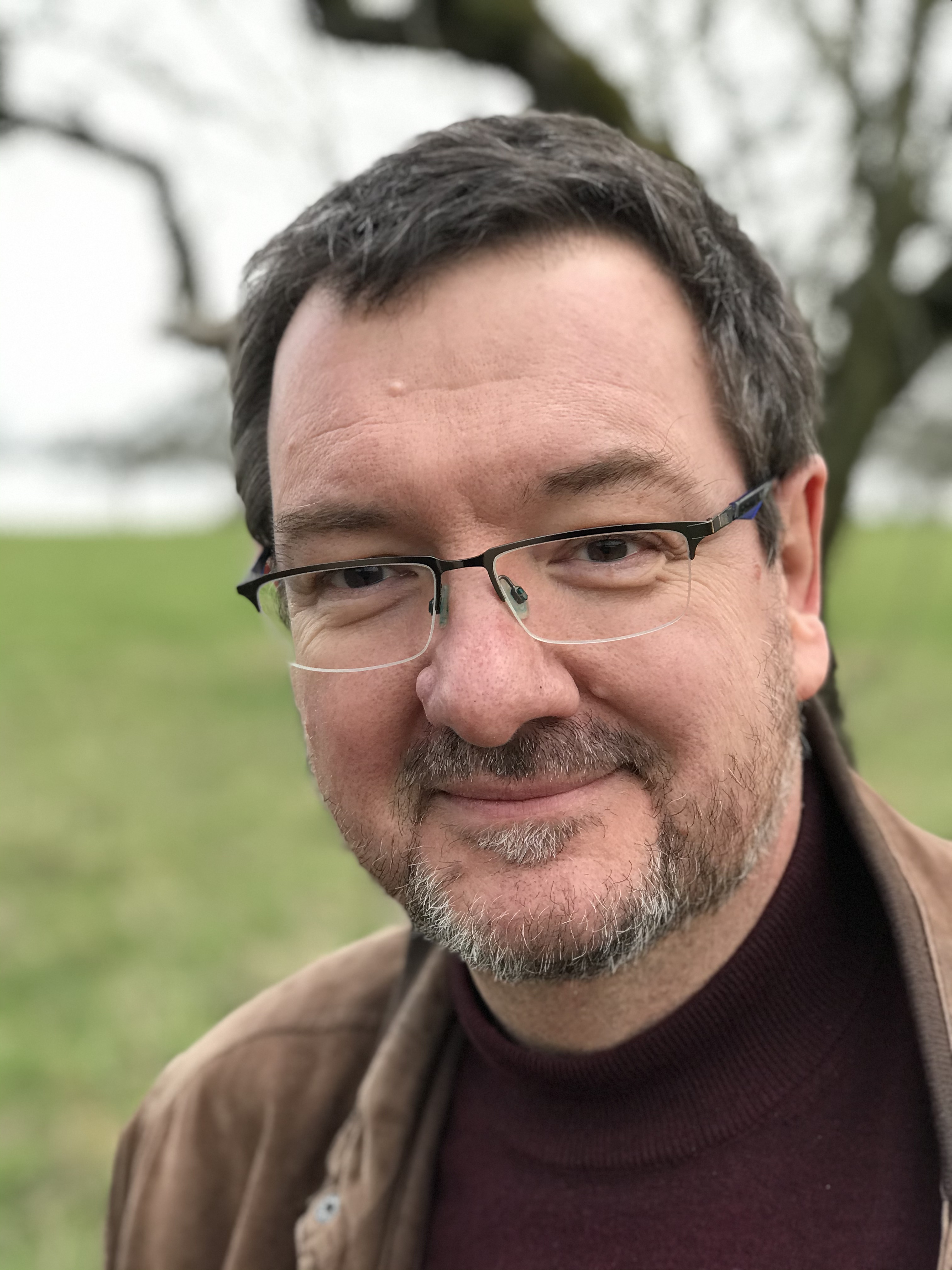
Achim Behrens (2021)

Achim Behrens (* 1967 in Lehrte) ist ein deutscher lutherischer Theologe.

## Leben
Er studierte evangelische Theologie in Oberursel und Mainz. Von 1995 bis 1999 war er wissenschaftlicher Assistent an der Lutherischen Theologischen Hochschule Oberursel (LThH) im Alten Testament. Nach der Promotion 2001 an der Universität Mainz absolvierte er von 1999 bis 2001 das Vikariat in Allendorf (Lumda) bei Gießen. Von 2001 bis 2006 war er Pfarrer in den Gemeinden Höchst an der Nidder und Usenborn der SELK. Seit 2006 lehrt er als Professor für Altes Testament an der LThH und ist seit 2021 deren Rektor. 2022 erfolgte die Habilitation an der Theologischen Fakultät der Universität Bern.
Seine Forschungsschwerpunkte sind Theologie der Propheten, Hermeneutik und hebräische Syntax. Behrens spricht sich offen für die Einführung der Frauenordination in der SELK aus.
Behrens ist Mitglied in der Wissenschaftlichen Gesellschaft für Theologie und im Hebraistenverband. Er nimmt einen Lehrauftrag an der Technischen Universität Darmstadt wahr. Er ist Mitglied der Theologischen Kommission der SELK und ständiger Vertreter der SELK im Theologischen Ausschuss der Vereinigten Evangelisch-Lutherischen Kirche Deutschlands (VELKD).

## Schriften (Auswahl)
- Prophetische Visionsschilderungen im Alten Testament. Sprachliche Eigenarten, Funktion und Geschichte einer Gattung (= Alter Orient und Altes Testament. Band 292). Ugarit-Verlag, Münster 2002, ISBN 3-934628-21-4 (zugleich Dissertation, Mainz 2001).
- Verstehen des Glaubens. Eine Einführung in Fragestellungen evangelischer Hermeneutik. Neukirchener, Neukirchen-Vluyn 2005, ISBN 3-7887-2084-0.
- mit Erik Braunreuther und Wolfgang Schillhahn: Augsburg für Anfänger, Fragen und Antworten zum Augsburger Bekenntnis. LVH, Hannover 2006, ISBN 3-7859-0965-9.
- Gott und die Welt. Vorträge und Texte für Kirche und Gemeinde (= Oberurseler Hefte. Heft 50). Lutherische Theologische Hochschule, Oberursel 2010, ISBN 978-3-921613-51-1.
- Das Alte Testament verstehen. Die Hermeneutik des ersten Teils der christlichen Bibel (= Einführungen in das Alte Testament. Band 1). Edition Ruprecht, Göttingen 2013, ISBN 3-7675-7148-X.
- Theologische Reflexionsgeschichte des Alten Testaments. Exegetische Studien im Kontext evangelisch-lutherischer Theologie (= Oberurseler Hefte. Ergänzungsband 15). Edition Ruprecht, Göttingen 2015, ISBN 3-8469-0194-6.
- Das Wort Gottes im Kontext alttestamentlicher Hermeneutik. Untersuchungen zum Wort Gottes und zum Gottesbild im Alten Testament (Forschungen zum Alten Testament 166), Tübingen 2023, ISBN 978-3-16-162246-5 (Habilitationsschrift)

als Herausgeber
- mit Achim Müller, Reinhard G. Lehmann, Anja Diesel, Johannes F. Diehl und Andreas Wagner: Diethelm Michel: Studien zur Überlieferungsgeschichte alttestamentlicher Texte (= Theologische Bücherei. Altes Testament. Band 93). Kaiser, Gütersloher Verl.-Haus, Gütersloh 1997, ISBN 3-579-01819-1.
- mit Achim Müller, Reinhard G. Lehmann, Anja Diesel, Johannes F. Diehl und Andreas Wagner: Diethelm Michel: Grundlegung einer hebräischen Syntax Teil 2. Der hebräische Nominalsatz. Neukirchener, Neukirchen-Vluyn 2004, ISBN 3-7887-1882-X.
- mit Werner Klän: Wilhelm Löhe und Ludwig Harms, *1808. Vergleichende Studien zum lutherisch-konfessionellen Aufbruch im 19. Jahrhundert. Beiträge des Dies Academicus an der Lutherischen Theologischen Hochschule Oberursel am 10. November 2008 (= Oberurseler Hefte. Heft 49). Lutherische Theologische Hochschule, Oberursel 2010, ISBN 978-3-921613-50-7.
- mit Christoph Barnbrock: Theologische Erkundungen in Oberursel. Festschrift für Hella Adam (= Oberurseler Hefte. Heft 52). Lutherische Theologische Hochschule, Oberursel 2012, ISBN 978-3-921613-53-1.
- Christentum und Toleranz. Eine Ringvorlesung der Fakultät der Lutherischen Theologischen Hochschule Oberursel in Zusammenarbeit mit der Volkshochschule Hochtaunus (= Oberurseler Hefte. Heft 55). Lutherische Theologische Hochschule, Oberursel 2015, ISBN 3-921613-56-6.
- mit Jorg Christian Salzmann: Listening to the Word of God. Exegetical Approaches (= Oberurseler Hefte. Ergänzungsband 16). Edition Ruprecht, Göttingen 2016, ISBN 3-8469-0197-0.